# Ácido lipoico

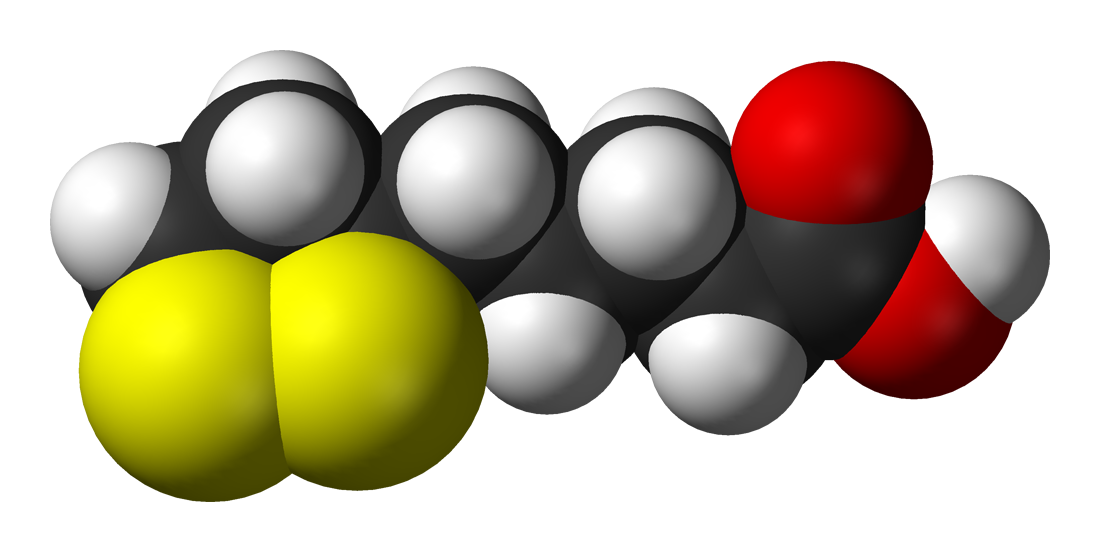
Estructura 3D del ácido lipoico

El ácido lipoico, también conocido como ácido α-lipoico, ácido alfa lipoico (ALA), ácido tióctico, 6,8-ácido tióctico, 6,8- ácido ditioctano y 1,2-ácido ditiol-3-valérico,  es un derivado del ácido graso octanoico. Se halla unido covalentemente a un resto específico de lisina de la enzima con quien colabora; en tal caso se acostumbra a llamar lipoamida. El LA aparece físicamente como un sólido de color amarillo y en su estructura contiene un terminal carboxílico y un anillo ditional.

## Propiedades físicas y químicas
La forma oxidada del ácido lipoico (LA) es un disulfuro cíclico y la forma reducida posee dos grupos sulfhidrilo (–SH) (ácido dihidrolipoico).
El átomo de carbono en C6 es quiral y la molécula puede existir en diferentes formas: dos enantiómeros [ácido lipoico (R)-(+) (RLA) y ácido lipoico (S)-(-) (SLA)] y como una mezcla racémica [ácido lipoico (R/S) (R/S-LA)], siendo esta última su forma de administración más usual hoy en día.
El LA es una molécula pequeña que contiene 2 grupos tiol oxidados o reducidos. Su forma oxidada es normalmente definida como ácido alfa-lipoico o solo ácido lipoico, y la forma reducida de LA es conocida como ácido dihidrolipoico (DHLA). La DHLA es la forma predominante que interacciona con las especies reactivas de oxígeno (ROS), pero la forma oxidada también puede inactivar los ROS.
El LA es relativamente estable como sólido, pero se polimeriza cuando es calentado por encima de su punto de fusión (47,5°) o bajo la influencia de luz cuando se encuentra disuelto en una solución neutral. 
Tanto LA cómo DHLA son moléculas que poseen tanto propiedades hidrofílicas como hidrofóbicas.

## Función biológica
El lipoato es la base conjugada del ácido lipoico, y la forma más frecuente de LA en condiciones fisiológicas. La mayor parte del RLA producido endógenamente no es "libre", ya que el ácido octanoico, precursor del RLA, se une a los complejos enzimáticos antes de la inserción enzimática de los átomos de azufre. Como cofactor, el RLA se une covalentemente mediante un enlace amida a un residuo de lisina terminal de los dominios lipoil de la enzima. Una de las funciones más estudiadas del RLA es la de cofactor del complejo piruvato deshidrogenasa (PDC o PDHC), aunque también es cofactor en otros sistemas enzimáticos (se describe a continuación).
Solo el -enantiómero (R) - (+) (RLA) existe en la naturaleza y es esencial para el metabolismo aeróbico porque el RLA es un cofactor esencial de muchos complejos enzimáticos.

### Biosíntesis y unión
El precursor del ácido lipoico, el ácido octanoico, se forma a través de la biosíntesis de ácidos grasos en forma de la proteína portadora octanoil-acilo. En eucariotas, una segunda vía de biosíntesis de ácidos grasos en la mitocondria se utiliza para este propósito. El octanoato se transfiere como un tioéster de la proteína portadora de acilo de biosíntesis de ácidos grasos en una amida de la proteína de dominio lipoil por una enzima llamada octanoiltransferasa. El lipoil sintasa sustituye dos hidrógenos de octanoato por grupos de azufre a través de un mecanismo de radicales SAM. Como resultado, el ácido lipoico se sintetiza unido a proteínas y no se produce el ácido lipoico libre. El ácido lipoico se puede retirar cada vez que las proteínas se degradan y por acción de la enzima lipoamidasa. El lipoato libre puede ser utilizado por algunos organismos como enzima denominada proteína ligasa lipoática que lo une de forma covalente a su respectiva proteína. La actividad de la ligasa de esta enzima requiere ATP. El ser humano y otros animales pueden sintetizar LA de novo a partir de ácidos grasos y cisteína, pero en cantidades muy pequeñas, con lo cual debe de existir un aporte exógeno de LA. 

### Actividad enzimática
El ácido lipoico está implicado generalmente en descarboxilaciones oxidativas de cetoácidos, y es un factor de crecimiento para algunos organismos. El ácido lipoico existe como dos enantiómeros, el enantiómero R y el enantiómero S. Normalmente solo el enantiómero R de un aminoácido es biológicamente activo. Algunos estudios recientes han sugerido que el enantiómero S tiene un efecto inhibidor sobre el enantiómero R, reduciendo sustancialmente su actividad biológica y aumentando el estrés oxidativo en lugar de reducirlo. Además, se ha descubierto que el enantiómero S reduce la expresión de GLUT-4 en las células, responsables de la captación de glucosa.

Ácido lipoico-R (RLA arriba) y ácido lipoico-S (SLA abajo).

El ácido lipoico es cofactor de al menos cinco sistemas enzimáticos. Dos de ellos se encuentran en el ciclo del ácido cítrico (ciclo de Krebs) a través del cual muchos organismos transforman los nutrientes en energía. En este ciclo, actúa a nivel de E2 y E3, en la alfa-cetoglutarato deshidrogenasa, en la 2-oxoadipato deshidrogenasa, en la cetoácido de cadena ramificada deshidrogenasa y en el sistema de escisión de la glicina. Estas enzimas tienen ácido lipoico unido a ellas en forma covalente. El grupo lipoil transfiere grupos acilo en los complejos 2-oxoácido deshidrogenasa, y grupos metilamina en el complejo de escisión de glicina o glicina deshidrogenasa.
Las reacciones de transferencia del 2-oxoácido deshidrogenasa se producen por un mecanismo similar en:
- el complejo piruvato deshidrogenasa
- la α-cetoglutarato deshidrogenasa o complejo 2-oxoglutarato deshidrogenasa
- el complejo oxoácido deshidrogenasa de cadena ramificada
- el complejo de acetoína deshidrogenasa.

El más estudiado de estos es el complejo de la piruvato deshidrogenasa. Estos complejos tienen tres subunidades centrales: E1-3, que son la descarboxilasa, lipoil-transferasa y dihidrolipoamida deshidrogenasa, respectivamente. Estos complejos tienen un núcleo E2 central y las otras subunidades rodean este núcleo para formar el complejo. En la brecha entre estas dos subunidades, el dominio lipoilo transporta intermediarios entre los centros activos. El dominio lipoil está unido por sí mismo mediante un enlace flexible al núcleo E2 y el número de dominios lipoil varía de uno a tres para cada organismo. El número de dominios se ha variado de forma experimental y, añadiendo nueve o más dominios parece tener poco efecto sobre el crecimiento, en cambio, añadiendo más de tres, la actividad del complejo se ve disminuida.
El ácido lipoico sirve como cofactor para el complejo acetoína deshidrogenasa catalizando la conversión de acetoína (3-hidroxi-2-butanona) a acetaldehído y acetil coenzima A en algunas bacterias, lo que permite que la acetoína pueda ser utilizada como única fuente de carbono.
El sistema de escisión de glicina es diferente a los otros complejos, y tiene una nomenclatura diferente también. Los componentes individuales están sueltos. En este sistema, la proteína H se presenta como un dominio lipoil libre con hélices adicionales, la proteína L es una dihidrolipoamida deshidrogenasa, la proteína P es la descarboxilasa, y la proteína T transfiere la metilamina de lipoato al tetrahidrofolato (THF) produciendo metilén-THF y amoníaco. El metilén-THF se utiliza entonces por la serina hidroximetiltransferasa para sintetizar serina a partir de glicina. Este sistema es parte de la fotorrespiración de las plantas.